# Stadthalle Troisdorf

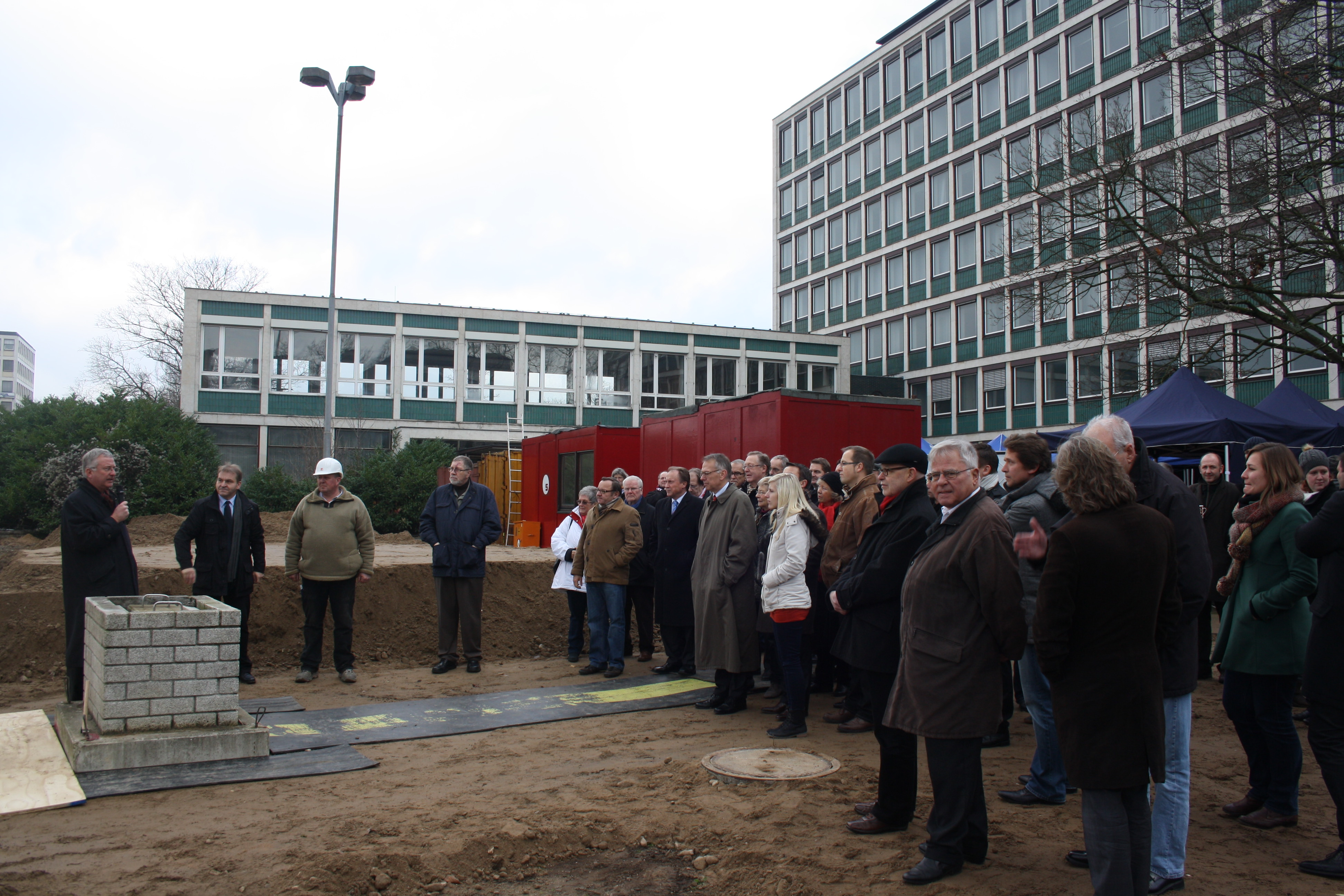
Grundsteinlegung, November 2012

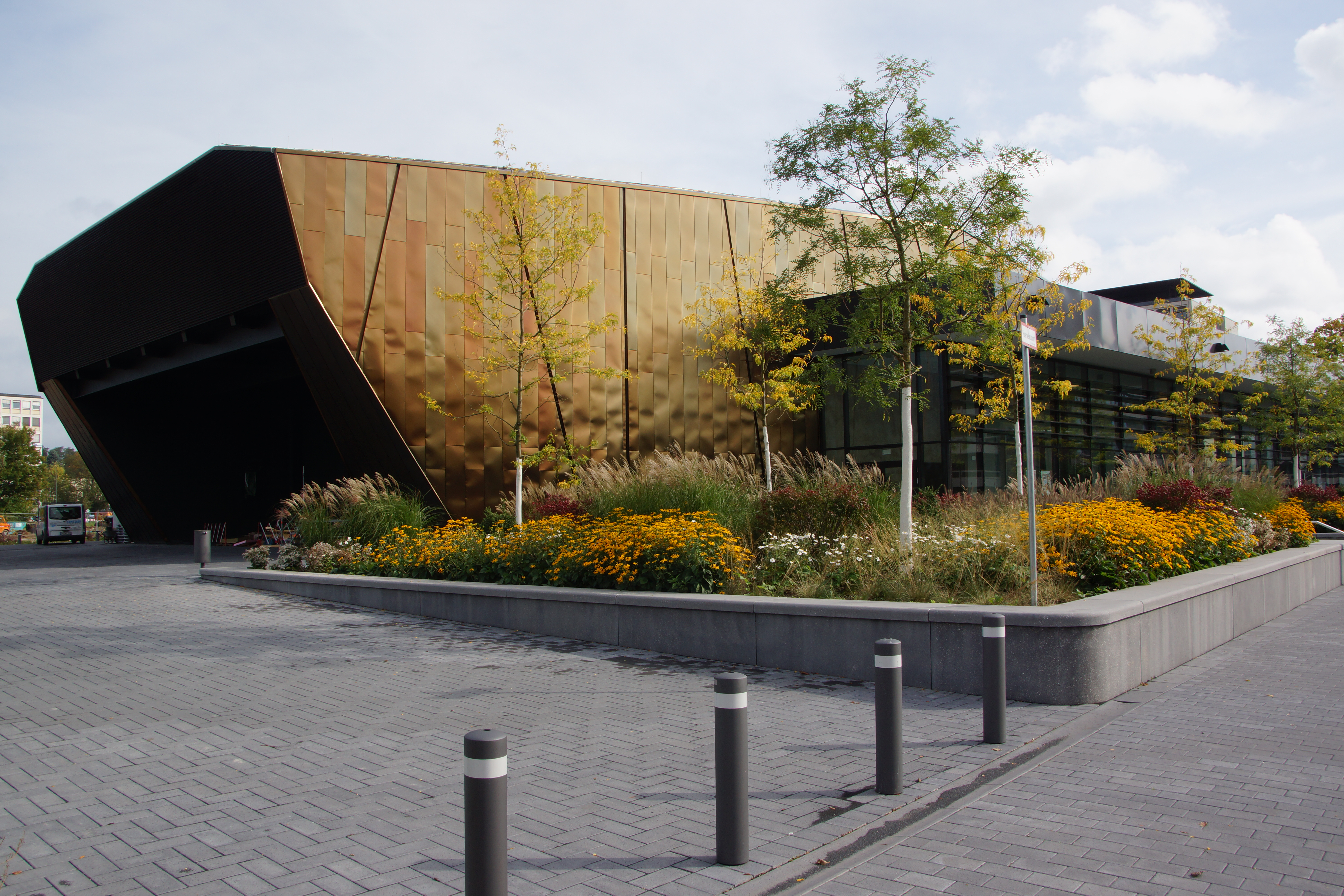
Backstagebereich, im Vordergrund behindertengerechter Zugangsweg

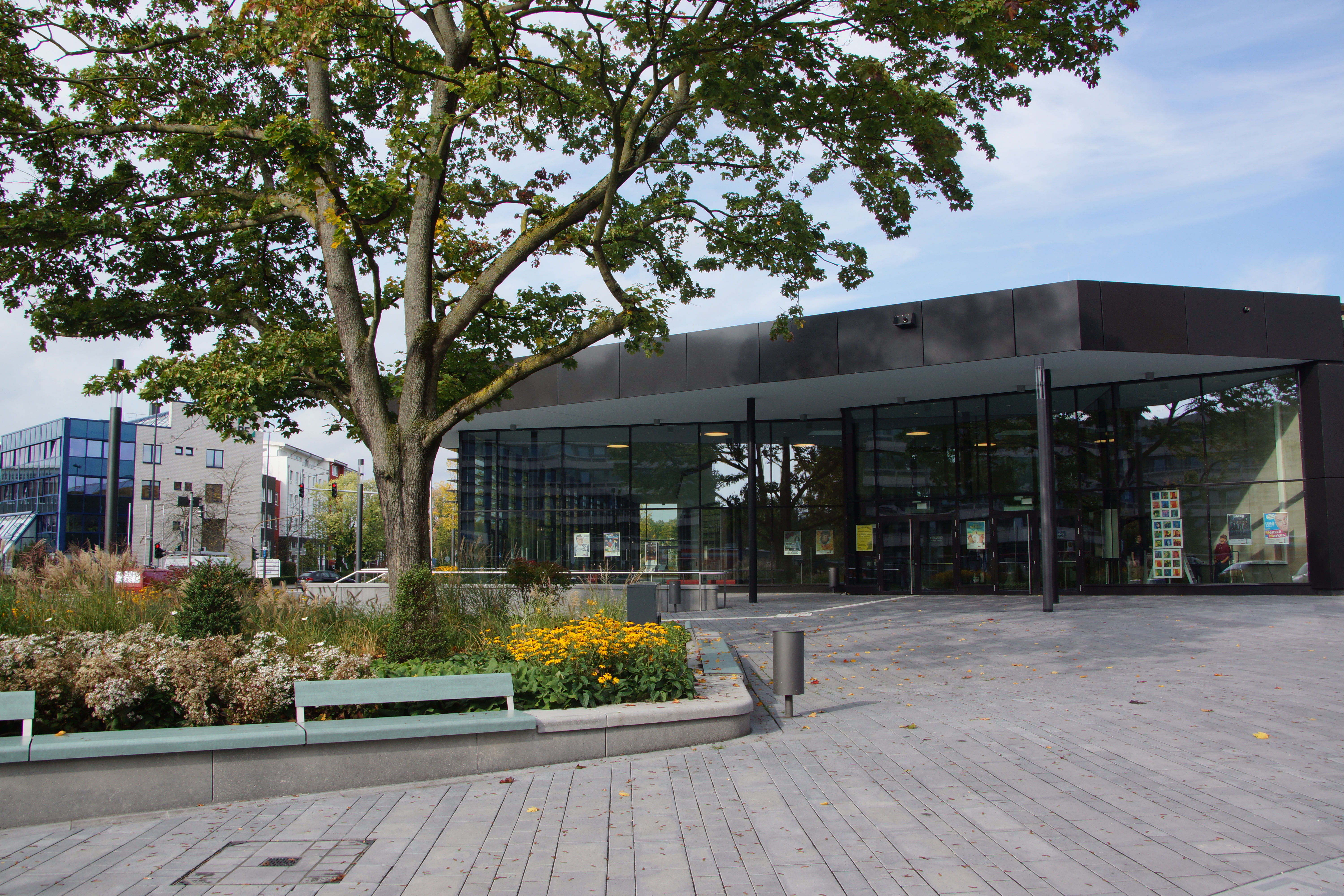
Eingangsbereich mit erhalten gebliebenem Baum

Die Stadthalle Troisdorf ist eine 2014 fertiggestellte Veranstaltungshalle mit 1500 Plätzen in Troisdorf in Nordrhein-Westfalen.

## Entwurfs- und Bauphase
Für den ersten Entwurf zum Bau einer Stadthalle in Troisdorf zeichnete das Kölner Architekturbüro Böhm und namentlich genannt Paul Böhm verantwortlich.
Der Entwurf war darauf angelegt, einen repräsentativen Rathausplatz am Ende der Kölner Straße anzulegen, gleichfalls sollte ein Stadtpark  entstehen, der durch klare Formensprache als Abschluss der Nordseite fungiert. Mit der Anlage eines Weihers sowie den drei eingestellten Baukörpern der Stadthalle sollte eine stadtplanerische Einheit entstehen.
Das bereits existierende Rathaus wie auch das östlich liegende Dynamit-Nobel-Gebäude und die Stadthalle sollen dann den Rathausplatz eingrenzen und dem Platz durch ihre Anordnung eine prägnante Form verleihen.
Der Entwurf enthielt auch ein umfangreiches neues verkehrstechnisches Konzept, mit Verlagerung gewerblicher Anlieferungsfahrten und dem Bau einer großen Tiefgarage. Der Entwurf ordnete sich dem vorhandenen Baumbestand unter, die meisten vorhandenen Bäume konnten trotz der umfangreichen Baumaßnahmen stehen bleiben.
Der Baukörper der Stadthalle wird im Wesentlichen von einer Sheddach-Anlage geprägt, die von der Platzkante ausgehend sich in die Gebäudetiefe staffelt. Eine zentrale innere Halle wird von einzelnen kleineren Baukörpern umgeben, die als Multifunktionsräume fungieren können.
Der Entwurf des Büros Böhm wurde aus Kostengründen vom Architekturbüro K-H Architekten und Generalplaner GmbH aus Stuttgart überarbeitet. An Stelle der Sheddachhalle bildet nun ein monolithischer Baukörper das Saalgebäude. Dieser wird von den Foyer- und Verwaltungsräumen wie ein Edelstein gefasst. Böhm plante eine Halle für ca. 3000 Besucher, die reduzierte Umsetzung bietet 1500 Besuchern Platz. Die Hallengröße wird mit 5.900 m²
und die Bühnengröße mit 140 m² angegeben. Die Grundsteinlegung erfolgte am 30. November 2012. Die Stadthalle wurde termingerecht fertig gestellt.
Ein prägendes Stilmittel ist die lebende Fassade die sich je nach Standort des Betrachters in unterschiedlichen Kupfer- und Bronzetönen präsentiert. Das Farbenspiel ist auf die Einarbeitung von Edelstahlstreifen, welche einer Elektrolysebehandlung unterzogen wurden, zurückzuführen.

## Eröffnung und Nutzung
Die Stadthalle Troisdorf wurde im Frühjahr 2014 eröffnet. Zur Eröffnung wurde das Lied Our House von der Ska-Gruppe Madness gespielt, wozu eine Tanzgruppe der Tanzschule Breuer eine Choreografie aufführte.
Betreiber der Stadthalle ist die Stadtverwaltung Troisdorf. Die Halle kann flexibel genutzt werden, da mehrere Veranstaltungsräume zur Verfügung stehen. Geplant wurde die Halle für Messeveranstaltungen, Tagungen, Kongresse, Konzerte, Seminare, Theateraufführungen, aber auch Kleinkunstveranstaltungen.
Der Bau der Halle erfolgte barrierefrei, sodass die Halle auch für Menschen mit Behinderung und Gebrechliche zu besuchen ist. Alternative Bestuhlungsvarianten ermöglichen unterschiedliche Veranstaltungskonzepte. Veranstaltungen für 15 bis 1500 Personen sowie die Einbindung eines Freigeländes (inklusive überdachter Außenbühne) sind möglich.

## Namensgebung
Das städtische Kulturamt initiierte einen Gestaltungswettbewerb für Name und Logo der neuen Halle, an dem sich 40 Werbeagenturen aus der Region Troisdorf beteiligten. Eine Jury begutachtete 22 Vorschläge und filterte fünf Entwürfe heraus. Über diese konnten die Bürger Troisdorfs in freier Wahl abstimmen. Die Bürger entschieden sich mit 373 Stimmen für den Vorschlag Nr. 5, der den Namen „Stadthalle Troisdorf“ enthielt.